# Temiskaming Shores
Temiskaming Shores (offiziell City of Temiskaming Shores) ist eine Flächengemeinde im Nordosten der kanadischen Provinz Ontario. Sie liegt im Timiskaming District und hat den Status einer Single Tier (einstufigen Gemeinde).
Die Stadt Temiskaming Shores entstand im Jahr 2004 durch die Zusammenlegung der bis dahin eigenständigen Kleinstädte Haileybury, New Liskeard und dem Township Dymond. Siedlungsschwerpunkte sind heute die ehemaligen Gemeinden sowie der an Haileybury angrenzende Ortsteil New Cobalt. In Haileybury hat auch die lokale Verwaltung ihren Sitz.
In der Gemeinde lebt eine relevante Anzahl an Franko-Ontarier. Bei offiziellen Befragungen gaben rund 30 % der Einwohner an Französisch als Muttersprache oder Umgangssprache zu verwenden. Obwohl die Provinz Ontario offiziell nicht zweisprachig ist, sind nach dem „French Language Services Act“ die Provinzbehörden verpflichtet ihre Dienstleistungen in bestimmten Gebieten, dazu gehört auch der gesamte Timiskaming District, zusätzlich in französischer Sprache anzubieten. Die Gemeinde selber gehört der Association française des municipalités d’Ontario (AFMO) an und fördert die französische Sprachnutzung auch auf Gemeindeebene.

## Lage
Die Gemeinde liegt am Ufer des Timiskamingsee, einem Stausee im Oberlauf des Ottawa Rivers und grenzt damit unmittelbar an die benachbarte Provinz Quebec. Temiskaming Shores liegt etwa 130 Kilometer Luftlinie nördlich von North Bay bzw. etwa 420 Kilometer Luftlinie nördlich von Toronto.

## Geschichte
Ursprünglich Siedlungsgebiet verschiedener Völker der First Nations, hauptsächlich der Algonkin, reicht der europäisch geprägte Teil der Geschichte der heutigen Gemeinde zurück bis Ankunft europäische Pelzjäger und Händler. Im Jahr 1889 errichtete die Hudson’s Bay Company im heutigen Haileybury einen Handelsposten und im Jahr 1893 wurde das Gebiet grundsätzlich durch die Regierung zur Besiedlung freigegeben. Die „Temiskaming and Northern Ontario Railway“, welche später in der Ontario Northland Railway aufging, erreichte mit ihrer Strecke die Gegend im Jahr 1905. 1922 zerstörte ein großes Feuer weite Teile von Haileybury.

## Demografie
Der Zensus im Jahr 2016 ergab für die Gemeinde eine Bevölkerungszahl von 9.920 Einwohnern, nachdem der Zensus im Jahr 2011 für die Gemeinde noch eine Bevölkerungszahl von 10.400 Einwohnern ergeben hatte. Die Bevölkerung hat damit im Vergleich zum letzten Zensus im Jahr 2011 entgegen dem Trend in der Provinz deutlich um 4,6 % abgenommen, während der Provinzdurchschnitt bei einer Bevölkerungszunahme von 4,6 % lag. Bereits im Zensuszeitraum von 2006 bis 2011 hatte die Einwohnerzahl in der Gemeinde entgegen den Trend leicht um 0,4 % abgenommen, während sie im Provinzdurchschnitt um 5,7 % zunahm.

## Verkehr
Temiskaming Shores wird in Nord-Süd-Richtung vom Kings Highway 11, welcher hier Teil des Trans-Canada Highways ist, und in Ost-West-Richtung vom Kings Highway 65 durchquert. Eine Eisenbahnstrecke der Ontario Northland Railway führt durch die Gemeinde.
Durch die Ontario Northland Transportation Commission werden Busverbindungen mit verschiedenen anderen Orte angeboten.

## Söhne und Töchter der Stadt
- Helen Doan (1911–2024), Altersrekordlerin
- Gus Mortson (1925–2015), Eishockeyspieler
- Roy Dupuis (* 1963), Schauspieler
- Marc Lamothe (* 1974), Eishockeytorwart